# Farlowella
Farlowella es un género de peces gato (orden Siluriformes) de la familia Loricariidae. Son semejantes a ramas o palos. Son nativos de América del Sur.

## Taxonomía
El género Farlowella está incluido dentro de la tribu Harttiini y la subfamilia Loricariinae. Estudios filogenéticos, moleculares y morfológicos lo emparentan directamente con el género Sturisoma.
Su nombre fue dado en honor del reconocido botánico estadounidense William Gilson Farlow, de la Universidad de Harvard, cuyo trabajo principal consistió en el estudio de las algas, principal fuente de alimento de estos peces.

## Distribución
Las especies de este género están distribuidas extensamente en los ríos Amazonas, Orinoco y Paraná, y en los ríos costeros del Escudo de las Guayanas. No se encuentran, sin embargo, en la vertiente oeste de la cordillera de los Andes (de cara al océano Pacífico) y en los ríos costeros de Brasil.

## Apariencia y anatomía
Las especies del género Farlowella poseen una morfología típica similar a ramas o palos de madera. Son finos y alargados, de coloración marrón, a menudo con un rostro pronunciado y dos largas franjas oscuras que recorren el cuerpo desde el extremo del hocico hasta la cola, pasando por los ojos, e interrumpidas en el pedúnculo caudal. Presentan dimorfismo sexual consistente en dientes dérmicos hipertrofiados recorriendo los laterales de la cara o de la cabeza, según la especie.
Existen solo ligeras diferencias entre las diferentes especies que pueden llevar a confusiones a la hora de identificarlas. Diferencias en las escamas ventrales que poseen son los principales elementos a tener en cuenta a la hora de diferenciarlas.
Los especímenes de este género pueden llegar a medir desde los 10 cm de largo estándar de F. smithi a los 26,5 cm de largo estándar de F. nattereri.

## Hábitat y ecología
Farlowella se alimenta principalmente de algas en su hábitat natural. Habitan en zonas de corrientes suaves entre las hojas muertas y las ramas sumergidas entre las que se camuflan, aunque algunos especímenes pueden desplazarse a corrientes rápidas colocándose sobre rocas y maderas sumergidas. Su mimetismo oculta muchas veces su abundancia en una localización específica.
Crían en las regiones abiertas del curso de agua depositando sus huevos ordenadamente en una sola capa sobre superficies verticales sumergidas, tales como las proporcionadas por las hojas de la vegetación o las rocas. Los huevos son protegidos por el macho.

## Cría en cautividad
F. acus, F. vittata y F. gracilis son las especies que se exportan habitualmente para el poblamiento de acuarios domésticos. En cautividad debe prestarse especial atención a sus altos requerimientos ya que necesitan agua limpia y bien oxigenada, así como una gran cantidad de comida para alimentarse. A menudo no tener sus necesidades alimenticias cubiertas causa su pérdida en los acuarios domésticos.

## Especies
De acuerdo a la base de datos del ITIS (Sistema Integrado de Información Taxonómica), el género Farlowella consta de las siguientes especies:
- Farlowella acus (Kner, 1853)[8]
- Farlowella altocorpus (Retzer, 2006)[9]
- Farlowella amazonum (Günther, 1864)[10]
- Farlowella azpelicuetae Terán, Ballen, Alonso, Aguilera & Mirande, 2019[11]
- Farlowella colombiensis (Retzer & Page, 1997)[12]
- Farlowella curtirostra (Myers, 1942)[13]
- Farlowella gracilis (Regan, 1904)[14]
- Farlowella hahni (Meinken, 1937)[15]
- Farlowella hasemani (Eigenmann & Vance, 1917)[16]
- Farlowella henriquei (Miranda-Ribeiro, 1918)[17]
- Farlowella isbruckeri (Retzer & Page, 1997)[18]
- Farlowella jauruensis (Eigenmann & Vance, 1917)[16]
- Farlowella knerii (Steindachner, 1882)[19]
- Farlowella mariaelenae (Martín Salazar, 1964)[20]
- Farlowella martini (Fernández-Yépez, 1972)[21]
- Farlowella nattereri (Steindachner, 1910)[22]
- Farlowella odontotumulus (Retzer & Page, 1997)[12]
- Farlowella oxyrryncha (Kner, 1853)[8]
- Farlowella paraguayensis (Retzer & Page, 1997)[18]
- Farlowella platoryncha (Retzer & Page, 1997)[23]
- Farlowella reticulata (Boeseman, 1971)[24]
- Farlowella rugosa (Boeseman, 1971)[24]
- Farlowella schreitmuelleri (Ahl, 1937)[25]
- Farlowella smithi (Fowler, 1913)[26]
- Farlowella taphorni (Retzer & Page, 1997)[18]
- Farlowella venezuelensis (Martín Salazar, 1964)[20]
- Farlowella vittata (Myers, 1942)[27]